# Dobli (klan)
Dobli är en klan i Liberia.   Den ligger i regionen Bong County, i den centrala delen av landet, 80 km nordost om huvudstaden Monrovia.